# Карлавське газоконденсатне родовище
Карлавське газоконденсатне родовище — належить до Причорноморсько-Кримської нафтогазоносної області Південного нафтогазоносногу регіону України.

## Опис
Розташоване в Чорноморському районі Криму. Приурочене до Кіровсько-Карлавської зони складок центр. частини Каркінітсько-Північно-Кримського прогину. Структура (антикліналь субширотного простягання 9х1,5 км висотою 65 м) виявлена у 1888 р., підтверджена сейсморозвідкою в 1959 р. Промисловий приплив газу одержано з газових покладів нижнього палеоцену в інтервалі 1126—1197 м, а також нестаб. — з газових покладів сеноману в інтерв. 3387-3460 м. Поклад масивно-пластовий склепінчастий, тектонічно екранований. Вмісні породи — органогенно-детритові вапняки. Колектор тріщинний з низькою ємкістю і проникністю. Запаси газу початкові видобувні категорій А+В+С1 — 87 млн м³.